# بليندا بروكس
بليندا بروكس (بالإنجليزية: Belinda Brooks)‏ هي لاعبة كرة الماء أسترالية، ولدت في 3 فبراير 1977 في برث في أستراليا.

## وصلات خارجية
- بليندا بروكس على موقع الاتحاد الدولي للسباحة (الإنجليزية)
- بليندا بروكس على موقع اللجنة الأولمبية الدولية (الإنجليزية)
- بليندا بروكس على موقع أوليمبيديا (الإنجليزية)
- بليندا بروكس على موقع اللجنة الأولمبية الأسترالية (الإنجليزية)